# Chen (État)
 (juillet 2009).
Si vous disposez d'ouvrages ou d'articles de référence ou si vous connaissez des sites web de qualité traitant du thème abordé ici, merci de compléter l'article en donnant les références utiles à sa vérifiabilité et en les liant à la section « Notes et références ».
Pour les articles homonymes, voir Chen.
XIe siècle av. J.-C. – 479 av. J.-C.
Entités précédentes :
- Dynastie Zhou

Entités suivantes :
- Chu

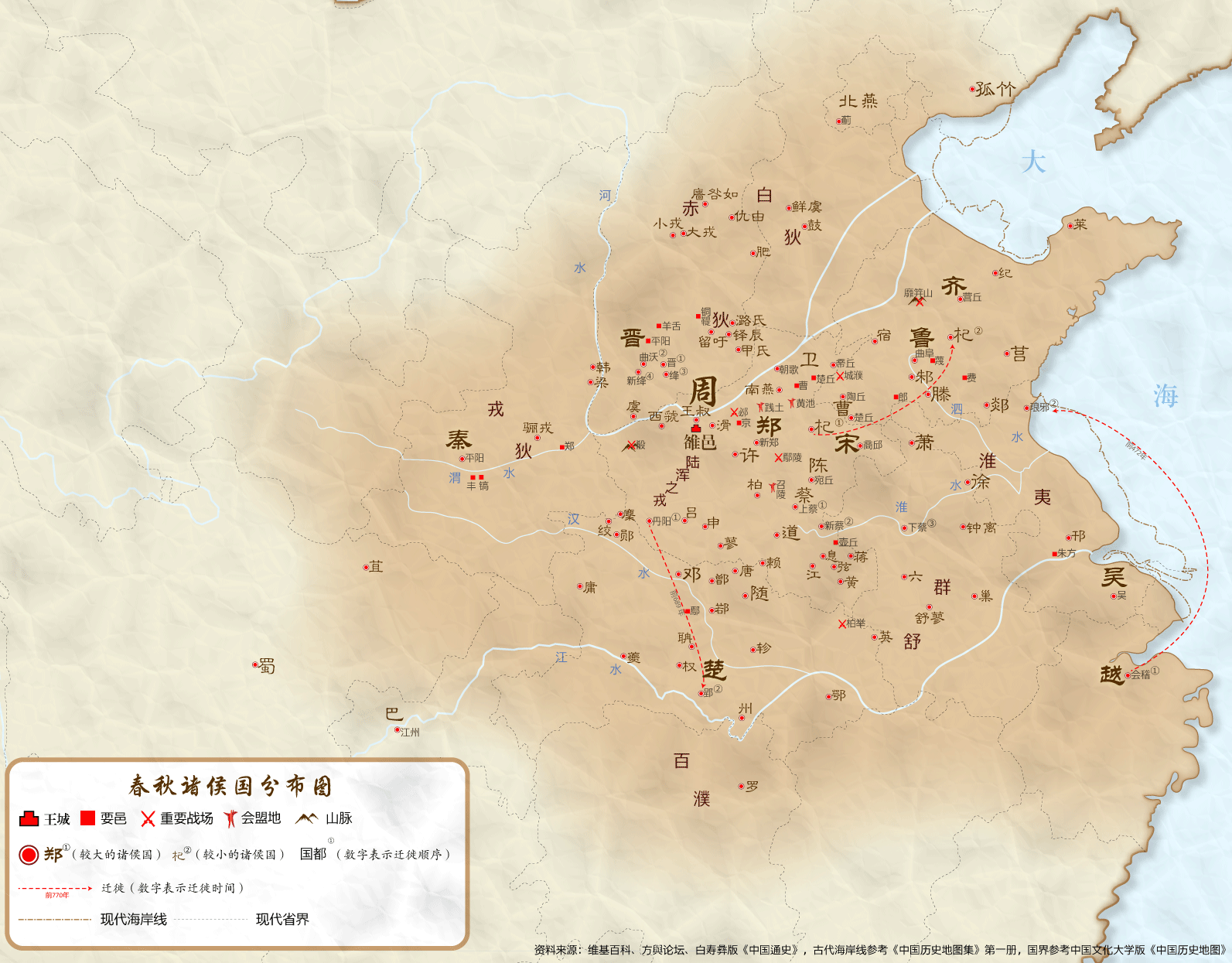
Territoire de Chen en Chine orientale.

Chen (陳) était, en Chine, un État de moindre taille de la période des Printemps et Automnes. Constitué autour d'un centre urbain situé près de ce qui est aujourd'hui Huiyang, dans les plaines à l'Est de la province du Henan, il représentait la frontière sud de la civilisation chinoise, à la limite avec l'État semi-barbare du Chu.
La famille royale du Chen prétendait descendre de l'empereur Shun. Selon la tradition, après la conquête de la dynastie Shang aux alentours de 1046 av. J.-C., le roi Wu du Zhou chercha le potier Gui Man (媯滿), un descendant de Shun, et lui donna le fief de Chen.
Le Chen devint plus tard un État satellite du Chu, luttant en tant qu'allié du Chu lors de la bataille de Chengpu. Il fut finalement annexé en 479 av. J.-C. par le Chu. Après la destruction de la capitale du Chu, Chen devint la capitale de l'État pendant un certain temps.

## Souverains du Chen
Le Chen a existé près de 600 ans et a eu 27 souverains. Dans l'ordre chronologique du premier au dernier:
1. Duc Hu de Chen (en)
2. Duc Shēn de Chen (en)
3. Duc Xiang de Chen (en)
4. Duc Xiao de Chen (en)
5. Duc Shèn de Chen (en)
6. Duc You de Chen (en)
7. Duc Xi de Chen (en)
8. Duc Wu de Chen (en)
9. Duc Yi de Chen (en)
10. Duc Ping de Chen (en)
11. Duc Wen de Chen (en)
12. Duc Huan de Chen (en)
13. Chen Tuo (en)
14. Duc Li de Chen (en)
15. Duc Zhuang de Chen (en)
16. Duc Xuan de Chen (en)
17. Duc Mu de Chen (en)
18. Duc Gong de Chen (en)
19. Duc Ling de Chen (zh)
20. Xia Zhengshu (zh)
21. Duc Cheng de Chen (zh)
22. Duc Ai de Chen (zh)
23. Prince Liu (zh)
24. Chuan Fengxu (zh)
25. Duc Hui de Chen (zh)
26. Duc Huai de Chen (zh)
27. Duc Jin de Chen (zh)